# Dolichodasys elongatus
Dolichodasys elongatus is een buikharige uit de familie Cephalodasyidae. Het dier komt uit het geslacht Dolichodasys. Dolichodasys elongatus werd in 1977 voor het eerst wetenschappelijk beschreven door Gagne. 